# Ludwik Boratyński
Ludwik Boratyński (ur. 2 października 1867 w Tarnowie, zm. 20 lutego 1920 w Krakowie) – polski historyk, badacz dziejów XVI wieku. 

## Życiorys
Studiował na Uniwersytecie Jagiellońskim. Brał udział w seminarium u Stanisława Smolki i Wincentego Zakrzewskiego (doktorat). Nauczyciel w gimnazjach: Bochni, Wadowic, Tarnowa i Krakowa. Uczestnik ekspedycji rzymskiej Akademii Umiejętności. 

## Publikacje
- Stefan Batory i plan ligi przeciw Turkom : (1576-1584),  Kraków: Akademia Umiejętności 1903[1].
- Studya nad nuncyaturą polską Bolognettego (1581-1585), Kraków: Akademia Umiejętności 1906.
- Przyczynek do dziejów pierwszych stosunków handlowych Gdańska z Włochami, a w szczególności z Wenecyą, Kraków: Akademia Umiejętności 1908.
- I. A. Caligarii nuntii apostolici in Polonia epistolae et acta 1578-1581, ed. Ludovicus Boratyński, Cracoviae: sumptibus Acad. Litterarum Cracoviensis 1915.
- J. A. Caligari nuncyusz apostolski w Polsce : 1578-1581, Kraków: Akademia Umiejętności 1915.
- Najdawniejsze relacye biskupów polskich o stanie dyecezyi (relationes status ecclesiarum) z archiwum Kongregacyi del Concilio w Rzymie, Kraków: Akademia Umiejętności 1916.
- Alberti Bolognetti Nuntii Apostolici in Polonia epistolae et acta 1581-1585, P. 1, a Ludovico Boratyński collecta, Edward Kuntze & Czesław Nanke edidere, Cracoviae: sumptibus Acad. Polonae Litterarum et Scientiarum 1923-1933.